# Dichaetomyia sabroskyi
Dichaetomyia sabroskyi är en tvåvingeart som beskrevs av John Otterbein Snyder 1965. Dichaetomyia sabroskyi ingår i släktet Dichaetomyia och familjen husflugor. Inga underarter finns listade i Catalogue of Life.